# Como Vovó já Dizia
Como Vovó já Dizia é um compacto lançado pelo cantor e compositor brasileiro Raul Seixas, composta por ele e Paulo Coelho, pela Philips Records em 1974.

## História
A canção fez parte da trilha sonora da novela O Rebu, tendo sido lançada em álbum de mesmo nome. Foi lançada em 1974 e foi a primeira canção dele a incomodar a censura, tendo dois versos considerados subversivos sendo substituídos: "quem não tem papel dá recado pelo muro" e "quem não tem presente se conforma com o futuro" foram trocados por "quem não tem filé come pão com osso duro" e "quem não tem visão bate a cara contra o muro".
No documentário Ritmo Alucinante, pode ser visto o show de Raul Seixas no Hollywood Rock de 1975, no qual ele interpreta a canção com os versos originais.

## Faixas
Faixas dadas pelo Discogs.
| Como Vovó já Dizia |                      |         |  |
| N.º                | Título               | Duração |  |
| 1.                 | "Como Vovó já Dizia" | 3:17    |  |
| 2.                 | "Um Som para Laio"   | 3:30    |  |
| Duração total:     | Duração total:       | 6:47    |  |